# Lameiro
Lameiro ou prado de lima é um terreno húmido ou alagado onde cresce erva de pastagem. Os lameiros caracterizam-se pela presença de uma prado permanente e seminatural, que fornece forragem animal e protege o solo da erosão, impedindo que seja levado pelas águas de escorrência. Esta água é transportada por um sistema de canais que mantém o prado permanentemente irrigado e favorece o crescimento das ervas. Os lameiros permitem que sejam aproveitados terrenos pouco propícios para lavradio por terem um lençol freático muito superficial, por serem muito inclinados ou por se situarem em locais de geadas tardias.